# 13848 Cioffi
13848 Cioffi este un asteroid din centura principală de asteroizi.

## Descriere
13848 Cioffi este un asteroid din centura principală de asteroizi. A fost descoperit pe 7 decembrie 1999 la Socorro, New Mexico, în cadrul proiectului LINEAR. Asteroidul prezintă o orbită caracterizată de o semiaxă mare de 2,27 ua, o excentricitate de 0,17 și o înclinație de 4,6° în raport cu ecliptica.